# Theo Jansen
Theodorus Gerardus Jozef Jansen (født 14. marts 1948) er en hollandsk kunstner. I 1990 begyndte han at bygge store mekanisme af PVC, som kan bevæge sig ved hjælp af vindkraft, og kaldes Strandbeest. Det er kinetiske skulpturer, der kan gå.
Hans animerede værker er en fusion imellem kunst og ingeniørkunst. Han har udtalt at "muren mellem kunst og ingeniørkunst kun eksisterer i vores tanker." Nogle af hans kreationer bliver beskrevet som at inkorporere primitive logiske gates for at identificere forhindringer som havet.